# Poppy Shakespeare
Pour les articles homonymes, voir Shakespeare (homonymie).
Poppy Shakespeare est un téléfilm anglais réalisé par Benjamin Ross et présenté au Festival CinémaScience à Bordeaux en 2008.
Le film a été élu meilleur film du festival par les jurys jeunes et professionnels.